# 2000-es magyar vívóbajnokság
A 2000-es magyar vívóbajnokság a kilencvenötödik magyar bajnokság volt. A bajnokságot május 19. és 20. között rendezték meg Budapesten, a Nemzeti Sportcsarnokban.

## Eredmények
| Versenyszám          | Arany                        | Arany | Ezüst                     | Ezüst | Bronz                                               | Bronz |
| -------------------- | ---------------------------- | ----- | ------------------------- | ----- | --------------------------------------------------- | ----- |
| Férfi tőrvívás       | Juhász Attila Vasas SC       |       | Marsi Márk MTK            |       | Juhász Bence MTKFekete Gábor BVSC                   |       |
| Férfi párbajtőrvívás | Boczkó Gábor Bp. Honvéd      |       | Fekete Attila BVSC        |       | Kovács Iván MTKKomlósy Tibor BVSC                   |       |
| Férfi kardvívás      | Ferjancsik Domonkos Vasas SC |       | Nemcsik Zsolt Vasas SC    |       | Fodor Kende Bp. HonvédTakács Péter BSE              |       |
| Női tőrvívás         | Mohamed Aida MTK             |       | Knapek Edina Bp. Honvéd   |       | Lantos Gabriella Bp. HonvédVarga Katalin Bp. Honvéd |       |
| Női párbajtőrvívás   | Mincza Ildikó MTK            |       | Szalay Gyöngyi Balaton VK |       | Tóth Hajnalka Bp. HonvédNagy Tímea Bp. Honvéd       |       |
| Női kardvívás        | Nagy Orsolya Újpesti TE      |       | Bartók Szilvia Bp. Honvéd |       | Felkai Eszter BVSCNagy Annamária Bp. Honvéd         |       |